# Vlag van Goirle

vlag van de gemeente Goirle

De vlag van Goirle is op 3 mei 1961 vastgesteld als de gemeentelijke vlag van de Noord-Brabantse gemeente Goirle. De vlag kan als volgt worden beschreven:
Drie even hoge banen in geel, wit en blauw, met in de broektop een vierkant met acht rode en acht witte vierkanten, ter hoogte van de bovenste baan, en in de vlaghoek het gemeentewapen, met een gele zoom, ter hoogte van de onderste baan.
De kleuren van de vlag zijn afgeleid van het gemeentewapen. In de linkerbovenhoek staat de Brabantse vlag afgebeeld, zonder rekening te houden met het aantal vlakken. Het gemeentewapen staat in de rechteronderhoek, wat een ongebruikelijke plaats is.
Het ontwerp voor de vlag is intern bij de gemeente administratie tot stand gekomen. De blokken in het topvierkant horen thuis in de provincievlag en de plaats van het gemeentewapen op de laagste rang van het dundoek mag wel bijzonder merkwaardig heten.

## Verwante afbeeldingen

Wapen van Goirle
Vlag van Noord-Brabant

Alphen-Chaam · Altena · Asten · Baarle-Nassau · Bergeijk · Bergen op Zoom · Bernheze · Best · Bladel · Boekel · Boxtel · Breda · Cranendonck · Deurne · Dongen · Drimmelen · Eersel · Eindhoven · Etten-Leur · Geertruidenberg · Geldrop-Mierlo · Gemert-Bakel · Gilze en Rijen · Goirle · Halderberge · Heeze-Leende · Helmond · 's-Hertogenbosch · Heusden · Hilvarenbeek · Laarbeek · Land van Cuijk · Loon op Zand · Maashorst · Meierijstad · Moerdijk · Nuenen, Gerwen en Nederwetten · Oirschot · Oisterwijk · Oosterhout · Oss · Reusel-De Mierden · Roosendaal · Rucphen · Sint-Michielsgestel · Someren · Son en Breugel · Steenbergen · Tilburg · Valkenswaard · Veldhoven · Vught · Waalre · Waalwijk · Woensdrecht · Zundert